# Aromasevói járás

Az Aromasevói járás a Tyumenyi területen

Az Aromasevói járás (oroszul Аромашевский район) Oroszország egyik járása a Tyumenyi területen. Székhelye Aromasevo.

## Népesség
- 1989-ben 16 960 lakosa volt.
- 2002-ben 14 175 lakosa volt, melyből 11 819 orosz, 1 385 tatár, 356 csuvas, 173 német, 116 ukrán, 83 örmény, 61 ingus, 41 kazah stb.
- 2010-ben 12 202 lakosa volt, melyből 10 186 orosz, 1 143 tatár, 253 csuvas, 133 német, 85 ukrán, 60 kazah, 59 örmény, 58 ingus stb.